# Explosieluik

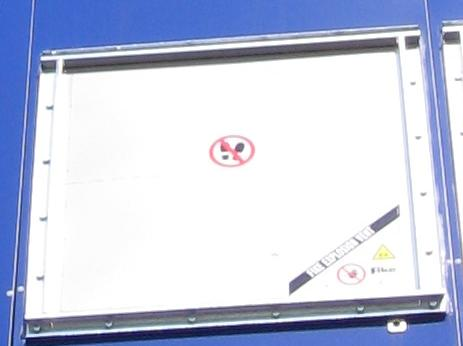
Explosieluik

Een explosieluik is een metalen plaat met daarin een rechthoek of vierkant waarvan drie zijden zodanig ingegroefd of ingestanst zijn dat de plaat losbreekt en als een deurtje openvouwt wanneer aan een zijde van de plaat een te grote luchtdruk ontstaat. Explosieluiken worden toegepast in ruimten waardoor plotseling een hogere omgevingsdruk, bijvoorbeeld door een stofexplosie, kan optreden. Dit ter bescherming van het gebouw of de installatie. Bekende toepassingen zijn silo's, timmerfabrieken, elektrische bedrijfsruimten,  vuurwerkfabrieken en luchtfilterinstallaties.